# جي إل إل (شركة)
شركة جونز لانج لاسال (بالإنجليزية: Jones Lang LaSalle Incorporated)‏ هي شركة عالمية للخدمات العقارية التجارية، تأسست في المملكة المتحدة ولها مكاتب في 80 دولة. كما تقدم الشركة خدمات إدارة الاستثمار في جميع أنحاء العالم، بما في ذلك الخدمات للمستثمرين من المؤسسات والأفراد والأفراد ذوي القدرة المالية العالية.  تم تصنيف الشركة في المرتبة 179 في قائمة فورتشين 500. 

## التاريخ
بعد الاكتتاب العام الأولي لشركة لاسال وشركاؤه في عام 1997، في عام 1999، اندمجت مع شركة جونز لانج ووتون لتشكيل الشركة الحالية كجزء من صفقة بقيمة 435 مليون دولار.    كان جونز لانغ ووتون بائع مزادات في لندن نشأ في القرن الثامن عشر. بحلول عام 1976، توسعت شركة جونز لانج ووتون في سوق العقارات في الولايات المتحدة في مدينة نيويورك.  كان لدى الشركة 4000 موظف في 33 دولة حول وقت الاندماج مع شركاء لاسال. 
اشترت الشركة شركة ستوباخ في عام 2008.  شغل روجر ستوباخ منصب الرئيس التنفيذي للشركة من عام 2008 حتى تقاعده في عام 2018.  اندمجت شركة الشركة مع شركة كنج ستردج البريطانية في صفقة بقيمة 197 مليون جنيه إسترليني في عام 2011.  أدى العمل المشترك، الذي ضم 2700 موظف و 43 مكتبًا، إلى إنشاء أكبر وكيل عقارات في المملكة المتحدة، كما ذكرت صحيفة التلغراف في عام 2011. استحوذت الشركة على جارديان لإدارة أصول الملكية ومقرها المملكة المتحدة في عام 2015.  استحوذت الشركة على 80 شركة وأنشأت 100 مكتبًا في جميع أنحاء العالم بحلول عام 2016.
أعلنت الشركة عن استحواذها على إتش إف إف في صفقة قيمتها 2 مليار دولار في مارس 2019.  اكتمل الاستحواذ في يوليو 2019 وقيمته 1.8 مليار دولار. 
في عام 2021، باع قسم التكنولوجيا في الشركة ستيسا، شركة برمجيات إدارة الأصول المؤجرة للأسرة الواحدة التي استحوذت عليها في عام 2018، إلى شركة روفستوك كجزء من صفقة استحوذت فيها الشركة على حصة أقلية في روفستوك وستقدم خدمات لعملاء الشركة.  